# Willie Boy
 (septembre 2022).
Pour plus de détails, voir Fiche technique et Distribution.
Willie Boy (Tell Them Willie Boy Is Here) est un film américain réalisé par Abraham Polonsky, sorti en 1969. Il est basé sur la véritable histoire de la traque d'un indien Païute, Willie Boy, en 1909 dans la région de Banning.

## Synopsis
Indien de la tribu Paiute, Willie Boy revient dans sa région natale, en Californie, afin d'y épouser la femme indienne qu'il aime, Lola Boniface. Le père et les frères de celle-ci s'y opposent catégoriquement. En état de légitime défense, Willie Boy tue le père de Lola et s'enfuit avec elle. Le shérif local, Cooper, se lance à leur poursuite puis il y renoncera devant les difficultés et les problèmes posés. Toutefois, après la mort d'un vieil ami de son père, il reprendra cette poursuite jusqu'à son terme.

## Fiche technique
- Titre : Willie Boy
- Titre original :  Tell Them Willie Boy Is Here
- Réalisation : Abraham Polonsky
- Assistant réalisateur : Joseph E. Kenney
- Scénario : Abraham Polonsky, d'après le roman Willie Boy: a Desert Manhunt de Harry Lawton
- Production : Jennings Lang et Philipp A. Waxman
- Responsable de production : Hal W. Poraire
- Photographie : Conrad L. Hall
- Cameraman : Jordan Cronenweth (non crédité)
- Direction artistique: Alexander Golitzen et Henry Bumstead
- Décors : Ruby R. Levitt et John McCarthy Jr.
- Son : Waldon O. Watson et David H. Moriaty
- Montage : Melvin Shapiro
- Costumes : Edith Head
- Musique : Dave Grusin
- Direction musicale : Stanley Wilson
- Société de production : Universal Pictures
- Sociétés de distribution : Universal Pictures  États-Unis, Universal  France
- Durée : 98 min.
- Pays : Etats-Unis
- Langue : anglais
- Format : Mono (Westrex Recording System) - Couleurs (Technicolor) - 2.35 : 1 - 35 mm - Panavision (anamorphique)
- Dates de sortie :
  - Allemagne de l'Ouest : 31 octobre 1969
  - États-Unis : 18 décembre 1969
  - France : 24 décembre 1969
  - Belgique : 22 mai 1970

## Distribution
- Robert Redford (VF : Jacques Thébault) : le shérif adjoint Christopher 'Coop' Cooper
- Katharine Ross (VF : Jeanine Freson) : Lola Boniface
- Robert Blake (VF : Serge Sauvion) : Willie Boy
- Susan Clark : Dr Elisabeth 'Liz' Arnold
- Barry Sullivan (VF : Louis Arbessier) : Ray Calvert
- John Vernon (VF : Claude Bertrand) : George Hacker
- Charles McGraw (VF : Jean-Henri Chambois) : le sherif Franck Wilson
- Shelly Novack : Johnny Finney
- Robert Lipton (VF : Patrick Dewaere) : Charlie Newcombe
- Charles Aidman (VF : Raoul Guillet) : le juge Benby
- Lloyd Gough (VF : Jean Berger) : Dexter
- Ned Moreno (VF : Raymond Loyer) : Tom
- Lee De Broux (VF : Philippe Dumat) : Meathead
- George Tyne : Le Marie
- John Wheeler : Newman
- Eric Holland (VF : Henry Djanik) : Digger
- Garry Walberg (VF : Georges Hubert) : Dr Mills
- Jerry Velasco (VF : Albert Augier) : Chino
- Wayne Sutherlin : Harry
- Jerome Raphel : le vendeur
- Lou Frizzell : le chef de gare
- John Daheim : Sam Wood (non crédité)

## Analyse
Willie Boy est un western à caractère sociologique. Les lois du genre n'y sont guère sollicitées : les Indiens ne sont plus sur le sentier de la guerre, les codes de comportement et d'habitudes de vie du Far West - nous nous situons au début du XXe siècle - sont bousculés, les attributs et vêtements de chacun des peuples ne se différencient même plus. La problématique est plutôt celle de l'intégration des peuples "native land" à l'Amérique du futur. Le désespoir de Willie Boy s'alimente de cette difficulté à vaincre les préjugés et les réflexes racistes. En ce sens, le film est extrêmement moderne. Willie Boy n'a nullement la volonté de se battre contre les Blancs : il ne perçoit, à la lumière des faits concrets, aucun avenir réel pour son peuple.
Willie Boy est un film complexe qui demande beaucoup d'attention pour en saisir toutes les nuances, d'autant que les dialogues sont minimalistes. Il traite de sujets universels sans porter aucun jugement laissant à chaque spectateur le soin d'y réfléchir. Sa beauté plastique est telle que les visions successives comblent le regard et l'esprit  des spectateurs exigeants.
Dans une vision dépouillée et concentrée, mais néanmoins "trouée de détails réalistes qui sont souvent fulgurants" (Bertrand Tavernier), le film dénonce, avec une netteté extraordinaire, le destin terrible d'une partie de l'histoire américaine qui, en son dialogue ultime, s'exprime par la voix du shérif Cooper, assistant à l'incinération de Willie Boy : "Dites-leur que nous n'avons plus de souvenirs." Cette phrase rappelle, de façon paradoxale, celle, célèbre, de L'Homme qui tua Liberty Valance où il est énoncé que, dans l'Ouest américain, c'est la légende qu'on publie et non la réalité. "John Ford se situe à l'intérieur du mythe, tandis que moi je l'observe de l'extérieur", disait en substance Abraham Polonsky.

## Autour du film
Le film d'Abraham Polonsky aborde le délicat problème des réserves indiennes. Cet aspect de l'histoire des États-Unis d'Amérique n'avait pas été traité, de manière aussi abrupte, depuis le film d'Alan Crosland : Massacre, réalisé en 1934. Robert Aldrich, souvent proche d'Abraham Polonsky - il a collaboré avec lui pour le film L'Enfer de la corruption (Force of Evil) - l'évoque, à son tour, en 1972, dans Fureur Apache.